# Max et les Maximonstres
Pour le film adapté du livre, voir Max et les Maximonstres (film).
Max et les Maximonstres (en anglais : Where the Wild Things Are) est un album illustré pour enfants de Maurice Sendak, originellement publié chez Harper & Row en 1963, décrivant les aventures imaginaires d'un petit garçon nommé Max, furieux d'avoir été envoyé dans sa chambre sans dîner. Max porte dans ses aventures un déguisement de loup et rencontre plusieurs créatures. Traduit dans de très nombreux pays cet album est considéré comme un des plus grands classiques de la littérature de jeunesse illustrée américaine.
En France, le livre est publié sous le titre Max et les Maximonstres en 1967 par Delpire (dans une traduction de Bernard Noël) puis par l'École des loisirs et il est sans cesse ré-édité depuis. Il a reçu la médaille Caldecott en 1964 ainsi que le Boston Globe-Horn Book Award et fait partie des livres notables de l'American Library Association.

## Histoire
Le livre raconte l'histoire de Max, qui joue un soir chez lui, « commettant des méfaits » dans un costume de loup (il pourchasse le chien avec une fourchette, etc.) Pour le punir, sa mère l'envoie au lit sans dîner. Dans sa chambre, une mystérieuse jungle surgit de son imagination, et Max part en voyage au pays des Maximonstres (en anglais : the Wild Things). Ce sont des monstres horribles à faire peur, mais Max les soumet de son regard effrayant, et il est fait roi des Maximonstres. Max organise alors « une fête épouvantable », qui dure plusieurs jours. Cependant, il se sent finalement seul, regrette sa maison, et retourne dans sa chambre. Il y trouve son souper qui l'attend, « encore tout chaud ».

### Les personnages
- Max, un jeune garçon turbulent,
- Goat Boy, à tête de chèvre, le seul monstre de petite taille,
- Bernard, un monstre à tête de taureau,
- Moische, un monstre barbu, avec des cornes, des rayures jaune/orange sur le buste, et des jambes écailleuses,
- Tzippy, un monstre aux longs cheveux roux et aux pieds palmés,
- Emil, un monstre en forme d'oiseau, rappelant un cacatoès,
- Aaron, un monstre portant une corne sur le museau,
- un monstre cornu avec un très long nez, sans nom,
- un monstre portant de petites cornes et un large nez, sans nom,
- un monstre chevelu avec la totalité du corps portant de fines rayures, sans nom,
- et enfin, un monstre marin, croisé hors de l'île.

Cependant, seul Max est nommé dans le livre. Les autres noms proviennent de l'adaptation en opéra, et ont été repris par les figurines McFarlane Toys tirées du livre.
On y apprend également que Tzippy est le seul monstre femelle identifié.

### Construction
Le livre suit une structure symétrique tronquée et s'organise en dix-neuf doubles pages dans un format à l'italienne.
Au début, les pages de gauche contiennent le texte (très bref) et les pages de droite contiennent les images. La taille des images croît progressivement, jusqu'à envahir la page de gauche, et finalement le texte bascule sous les images.
Au point culminant du récit, trois doubles pages sans texte dépeignent la "fête épouvantable" que font les monstres sous la direction de Max. Puis la taille des images décroît progressivement, puis de façon brutale avec la chute qui ramène Max à la réalité.

## Adaptations
- L'histoire forme la base d'un opéra pour enfants du même titre, sur une musique du compositeur britannique Oliver Knussen. Il fut créé à Bruxelles en 1980, et la version finale fut donnée à l'Opéra de Glyndebourne à Londres en 1984. La création américaine eut lieu en 1985 à Saint Paul (Minnesota).
- Deux adaptations en dessin animé réalisée par Gene Deitch, animé par Bohumil Sejda, produit par Weston Woods Studios :
  - 1973 avec pour narrateur Allen Swift et la musique concrète par Deitch.
  - 1982 Where the Wild Things Are fait l'objet d’un vector test de 40 secondes d’animation hybride réalisé à la demande des Studios Disney par John Lasseter et Glen Keane : les personnages façon cartoon en 2D dessinés par Keane sont insérés en layout dans des décors 3D calculés sur ordinateur et affichés en mode vectoriel.
  - 1988 avec pour narrateur Peter Schickele, qui a aussi composé la musique.
- En 1997, le compositeur Randall Woolf et Maurice Sendak créèrent une version de ballet pour l'American Repertory Ballet, qui fit une tournée aux États-Unis. La version de Woolf utilise une guitare électrique, des appareils audio digital et une batterie.
- En 2009 est sortie une adaptation cinématographique réalisée par Spike Jonze.